# تضحية بالنفس

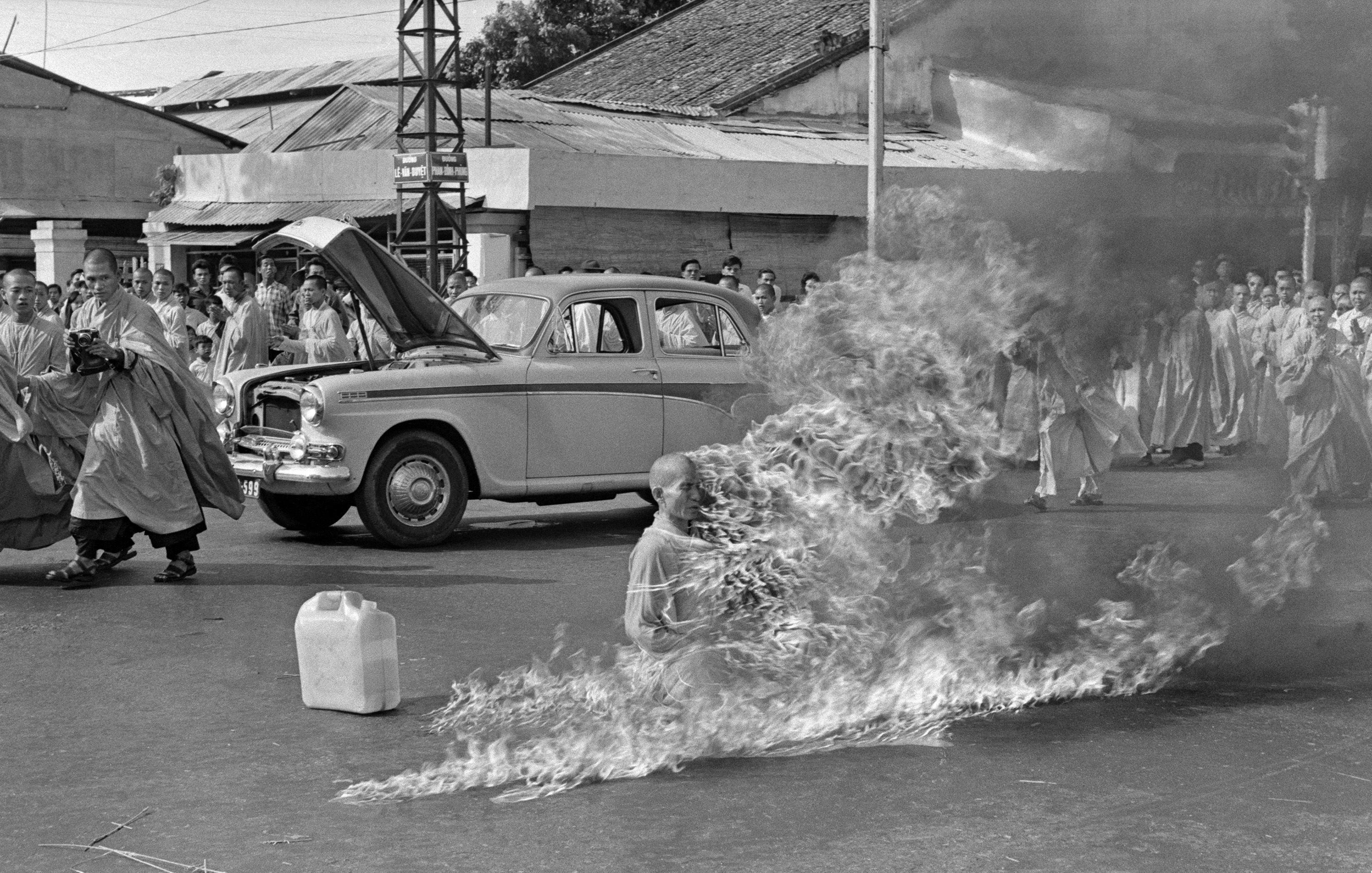
صورة إضرام تتش كوان دك النار بنفسه بتاريخ 11 يونيو عام 1963 خلال الأزمة البوذية التي عصفت بفيتنام

التضحية بالنفس هي أن يضحي الشخص بنفسه دون تدخل شخص آخر فهي تأخذ شكل الانتحار. التضحية بالنفس ليست بالضرورة طريقة خاصة لقتل النفس وليست بالضرورة بالنار. التضحية بالنفس وسيلة مطبقة منذ العصور القديمة ونجدها في الثقافات المختلفة. نجدها في القرن العشرين مستعملة كوسيلة احتجاج ووسيلة ضغط سياسية واجتماعية راديكالية. في حالة لم يقم المحتج بالفعل حيث أحصى الباحثون أنه سجلت في وسائل الإعلام أكثر من 533 عملية تضحية بالنفس من طرف وسائل الإعلام الغربية من 1963 حتى 2002.

## تاريخ
التضحية بالنفس هي مسموحة عند البوذيين المهايانا والهندوس وهي مستعملة منذ عدة قرون في الهند لأسباب مختلفة: ساتي (ممارسة) أي تضحية الأرملة الهندوسية بنفسها في نار محرقة نعش زوجها والمطالب السياسية والتفاني ونبذ الذات. عند بعض الثقافات المحاربة كشعب الشاران والراجبوتس استعملت هذه الممارسة. بعض المسيحيين مارسوا التضحية بالنفس بحرق أجسادهم لتذوق عذاب المسيح حسب زعمهم.

## كاحتجاجات سياسية

### الحرب الفلسطينية الإسرائيلية
في الأول من ديسمبر 2023، قام متظاهر بإحراق نفسه أمام القنصلية الإسرائيلية في أتلانتا مرتدياً العلم الفلسطيني احتجاجاً على الحرب الفلسطينية الإسرائيلية.
في الخامس والعشرين من فبراير 2024، قام الجندي الأمريكي آرون بوشنل بإحراق نفسه قرب السفارة الإسرائيلية في واشنطن العاصمة احتجاجاً على الدعم الأمريكي لإسرائيل.